# Брюк, Шарль
Шарль Брюк (фр. Charles Bruck; 2 мая 1911, Тимишоара, Австро-Венгрия — 16 июля 1995, Хэнкок, штат Мэн, США) — французский дирижёр.

## Биография
Шарль Брюк родился 2 мая 1911 года в городе Тимишоара. В возрасте семнадцати лет начал учиться в Венской консерватории, затем перебрался в Париж, где занимался как пианист в Нормальной школе музыки под руководством Альфреда Корто, Нади Буланже и Владо Перлмутера. В 1934 г. начал обучаться дирижированию под началом Пьера Монтё, последовав за своим учителем в США в качестве ассистента. Затем Брюк вновь работал в Европе, во время Второй мировой войны участвовал в Движении Сопротивления.
С 1945 по 1948 г. находясь на руководящей должности способствовал восстановлению нотного издательства и музыкальной индустрии во Франции. В 1950—1954 гг. Брюк возглавлял оркестр Нидерландской оперы в Амстердаме (записав, в частности, оперу Кристофа Виллибальда Глюка «Орфей и Эвридика», 1951, с Кэтлин Ферриер), в 1955—1965 гг. руководил Страсбургским филармоническим оркестром, а в 1965—1970 гг. был главным дирижёром Филармонического оркестра Радио Франции. В 1969 г. Брюк возвратился в США, чтобы возглавить основанную его учителем Монтё дирижёрскую школу в штате Мэн, и оставался на этом посту до конца жизни. Одновременно он преподавал в Школе музыки Хартта.
Основным пристрастием Брюка была новейшая музыка, на его счету значительное количество премьер — в том числе сочинений таких композиторов, как Александр Тансман и Дариус Мийо. В то же время среди записей Брюка — осуществлённые вместе с Леонидом Коганом записи Концерта № 1 Николо Паганини, концертов Феликса Мендельсона и Иоганнеса Брамса, «Испанской симфонии» Эдуара Лало, а также Концерт для скрипки с оркестром П. И. Чайковского с Кристианом Ферра (1968). Известна также сделанная под руководством Брюка запись оперы Джордже Энеску «Эдип» (1955), высоко ценимая до сих пор.
Образ Брюка запечатлён в монодраме «Муза пламени» (англ. Muse of Fire), написанной его учеником Дэвидом Кацем.